# Dejbjerg Sogn
Dejbjerg Sogn er et sogn i Skjern Provsti (Ribe Stift).
I 1800-tallet var Hanning Sogn anneks til Dejbjerg Sogn. Begge sogne hørte til Bølling Herred i Ringkøbing Amt. Dejbjerg-Hanning sognekommune blev senere delt, så hvert sogn dannede sin egen sognekommune. Ved kommunalreformen i 1970 blev både Dejbjerg og Hanning indlemmet i Skjern Kommune, der ved strukturreformen i 2007 indgik i Ringkøbing-Skjern Kommune.
I Dejbjerg Sogn ligger Dejbjerg Kirke.
I sognet findes følgende autoriserede stednavne:
- Alkærsig (bebyggelse, ejerlav)
- Bjørnemose (bebyggelse)
- Bækbo (bebyggelse)
- Dejbjerg (bebyggelse)
- Dejbjerg Kirkeby (bebyggelse)
- Dejbjerg Plantage (areal)
- Dejbjerglund (bebyggelse, ejerlav)
- Dejbjerglund Plantage (areal)
- Gammel Dejbjerg (bebyggelse)
- Gammelgårde (bebyggelse)
- Kongsholm (bebyggelse, ejerlav)
- Leding (bebyggelse, ejerlav)
- Møllebæk (vandareal)
- Nysted (bebyggelse)
- Nørre Vognbjerg (bebyggelse, ejerlav)
- Sandager (bebyggelse, ejerlav)
- Sortekro (bebyggelse)
- Terning (bebyggelse)
- Uglbjerg (bebyggelse)
- Vesterager (bebyggelse)

## Dejbjergvognene
Under tørvegravning i Præstemosen fandt man i 1881 og 1883 to pragtvogne af keltisk ophav, der var blevet nedsænket i mosen omkring starten af vor tidsregning, i førromersk jernalder. Vognene opbevares nu i Nationalmuseet.